# مسجد جامع سجاس
مسجد جامع سجاس مربوط به دوره سلجوقیان است و در شهرستان خدابنده،شهر سجاس واقع شده و این اثر در تاریخ ۱۲ بهمن ۱۳۵۳ با شمارهٔ ثبت ۱۰۱۹ به‌عنوان یکی از آثار ملی ایران به ثبت رسیده است.